# Populus nakaii
Populus nakaii är en videväxtart som beskrevs av Boris Vassilievich Skvortsov. Populus nakaii ingår i släktet popplar, och familjen videväxter. Inga underarter finns listade i Catalogue of Life.